# Embalse de Barbate
El embalse de Barbate está ubicado en el término municipal de Alcalá de los Gazules, Cádiz (España). Pertenece a la Cuenca hidrográfica Guadalete-Barbate y está abastecido por el río homónimo. 
Se construyó en 1992, tiene una superficie de 2540 ha y una capacidad de 228 hm³. 

## Datos de interés
Este embalse se encuentra ubicado dentro del Parque natural de Los Alcornocales, lo que permite al visitante disfrutar de la gran diversidad de especies de flora y fauna que en él se encuentran. Contiene además una gran variedad de paisajes, a la vez que en su entorno podemos encontrar gran cantidad de restos arqueológicos.
En 2019 se liberaron en la zona varios ejemplares de águila pescadora, extinta en la península ibérica durante más de dos siglos.